# Junkersmühle
Die Junkersmühle war eine Wassermühle außerhalb der Stadtmauern von Aachen.

## Lage
Heute erinnert noch der Straßenname An der Junkersmühle an den damaligen Bau am Johannisbach. Direkt neben ihr verlief die heute als Vaalser Straße bekannte Vaelser Straße, eine für die damalige Zeit wichtige Straße, die Aachen und Maastricht über das benachbarte Vaals verband und über die Waren und Güter in die Stadt und aus der Stadt heraus transportiert wurden. Zur Junkersmühle gehörte ein großer Mühlteich.

## Geschichte

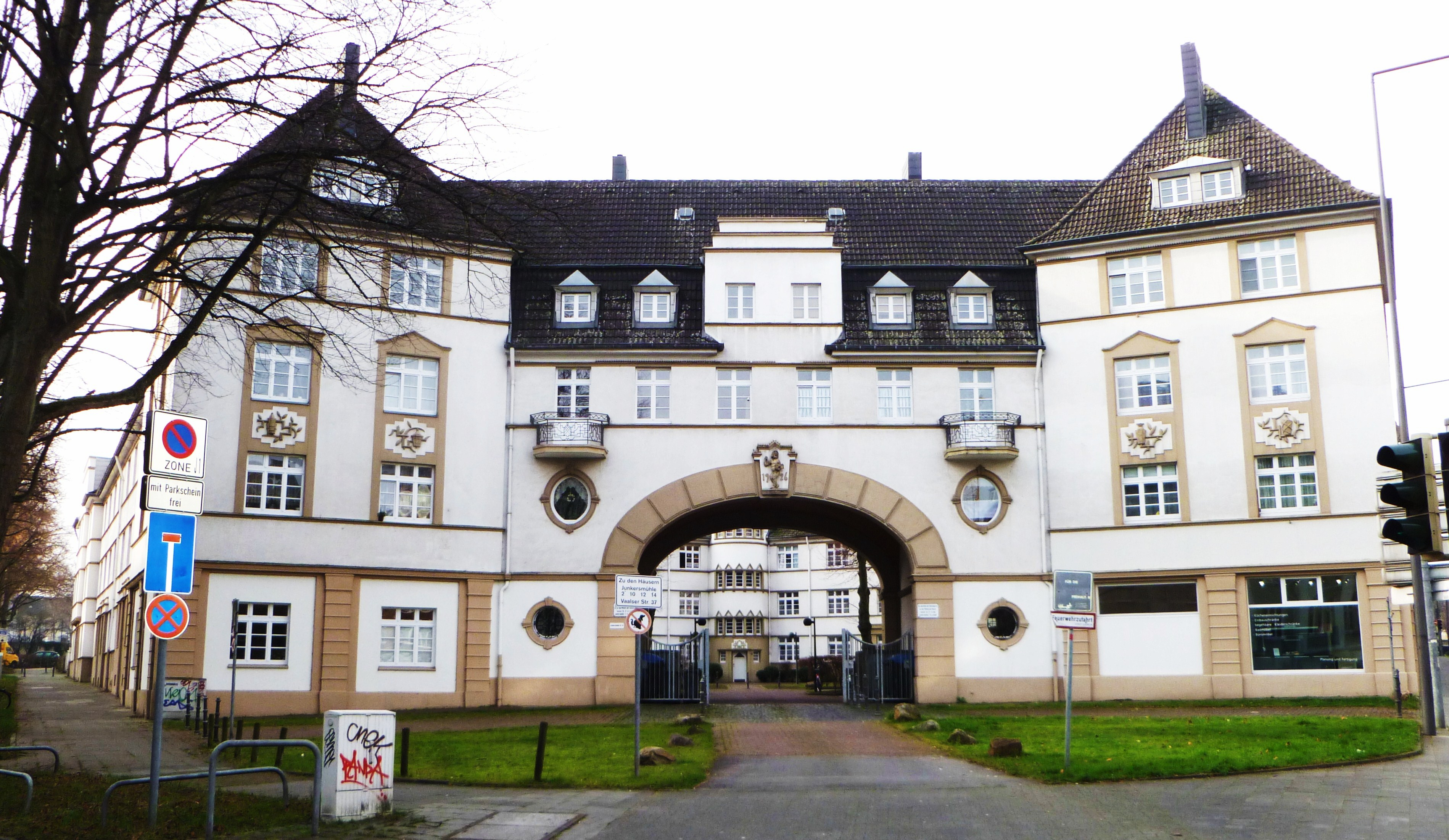
Wohngebäudekomplex „An der Junkersmühle“

Die Junkersmühle erscheint bereits im Jahre 1364 in den Urkunden und war von allen Mühlen in Aachen am längsten in Betrieb. Erstmals wurde sie im Jahr 1408 namentlich als Junkersmühle erwähnt. Im Jahr 1857 erwarb der Tuchfabrikant Johann Friedrich Lochner die Mühle mit den zugehörigen Wasserrechten am Johannisbach, die er als Außenstelle für seine neue Tuchfabrik Lochner benötigte.
Mit der Liquidation der Tuchfabrik im Jahr 1907 wurde auch die Junkersmühle verkauft und niedergerissen und es entstand im Jahr 1926 auf dem Gelände ein prunkvoller Wohngebäudekomplex, der bis heute erhalten ist und unter Denkmalschutz steht.